# Dawid Przysiek
Dawid Przysiek (ur. 4 lutego 1987 w Wągrowcu) – polski piłkarz ręczny, środkowy rozgrywający, od 2018 zawodnik Arki Gdynia.

## Kariera sportowa
Wychowanek Olimpijczyka Wągrowiec, następnie gracz Nielby Wągrowiec. W sezonie 2004/2005 występował w Sparcie Oborniki. W latach 2005–2012 ponownie był zawodnikiem Nielby Wągrowiec, będąc w tym okresie jej najlepszym strzelcem. W sezonach 2006/2007 (167 bramek) i 2008/2009 (174 bramki) zajmował 2. miejsce w klasyfikacji najlepszych strzelców I ligi. W sezonie 2009/2010, w którym rozegrał 27 meczów i zdobył 176 goli, zajął 3. pozycję w klasyfikacji strzelców Ekstraklasy. W sezonie 2011/2012, w którym rozegrał 28 spotkań i rzucił 170 bramek, został królem strzelców Superligi. W 2012 przeszedł do Zagłębia Lubin, w którym występował przez następne sześć lat. W 2018 został zawodnikiem Arki Gdynia.
Młodzieżowy reprezentant Polski, grał m.in. w turnieju kwalifikacyjnym do mistrzostw świata U-21 w 2007. Występował też w reprezentacji Polski B, m.in. w grudniu 2010 zagrał w dwumeczu towarzyskim z Rumunią B, w marcu 2011 uczestniczył w turnieju w Wągrowcu, a w grudniu 2011 w turnieju na Słowacji.
W reprezentacji Polski zadebiutował 5 czerwca 2010 w towarzyskim meczu z Litwą (31:31), w którym zdobył sześć goli. Również sześć bramek rzucił następnego dnia w spotkaniu rewanżowym z Litwą (25:22). 11 czerwca 2010 wystąpił w wygranym meczu z Chorwacją (25:24).

## Sukcesy
Indywidualne
- Król strzelców Superligi: 2011/2012 (170 bramek; Nielba Wągrowiec)[5]
- 3. miejsce w klasyfikacji najlepszych strzelców Ekstraklasy: 2009/2010 (176 bramek; Nielba Wągrowiec)[4]
- 2. miejsce w klasyfikacji najlepszych strzelców I ligi:
  - 2006/2007 (167 bramek; Nielba Wągrowiec)[2]
  - 2008/2009 (174 bramek; Nielba Wągrowiec)[3]
- 5. miejsce w klasyfikacji najlepszych strzelców I ligi: 2007/2008 (134 bramki; Nielba Wągrowiec)[9]
- Najlepszy środkowy rozgrywający Ekstraklasy/Superligi według Sportowych Faktów: 2009/2010[10], 2011/2012[11]